# Markus Eisenbichler
Markus Eisenbichler (Bad Reichenhall, 3 de abril de 1991) es un deportista alemán que compite en salto en esquí.
Participó en dos Juegos Olímpicos de Invierno, obteniendo una medalla de bronce en Pekín 2022, en el trampolín grande por equipo (junto con Constantin Schmid, Stephan Leyhe y Karl Geiger), y el octavo lugar en Pyeongchang 2018, en el trampolín normal individual.
Ganó siete medallas en el Campeonato Mundial de Esquí Nórdico entre los años 2017 y 2021.

## Palmarés internacional
| Juegos Olímpicos   | Juegos Olímpicos      | Juegos Olímpicos  | Juegos Olímpicos    |
| Año                | Lugar                 | Medalla           | Prueba              |
| ------------------ | --------------------- | ----------------- | ------------------- |
| 2022               | Pekín (China)         | Medalla de bronce | TG por equipo       |
| Campeonato Mundial |                       |                   |                     |
| Año                | Lugar                 | Medalla           | Prueba              |
| 2017               | Lahti (Finlandia)     | Medalla de oro    | TN equipo mixto     |
| 2017               | Lahti (Finlandia)     | Medalla de bronce | TN individual       |
| 2019               | Seefeld (Austria)     | Medalla de oro    | TG individual       |
| 2019               | Seefeld (Austria)     | Medalla de oro    | TG por equipo       |
| 2019               | Seefeld (Austria)     | Medalla de oro    | TG equipo mixto     |
| 2021               | Oberstdorf (Alemania) | Medalla de oro    | TG por equipo       |
| 2021               | Oberstdorf (Alemania) | Medalla de oro    | TN por equipo mixto |